# أسبغورن سولبرغ
أسبغورن سولبرغ هو سياسي نرويجي، ولد في 27 ديسمبر 1893 في أوسلو في النرويج، وتوفي في 23 يونيو 1977 في Degernes ‏ في النرويج. نشط حزبياً في الحزب الديمقراطي المسيحي.

## مناصب
- انتخب نائب عضو برلمان النرويج  [لغات أخرى]‏ عن دائرة Østfold (Storting constituency) [الإنجليزية]‏ وقد انضم خلال فترته النيابية ‏ (1961 – 1965) للكتلة البرلمانية الحزب الديمقراطي المسيحي.
- انتخب عضو برلمان النرويج  [لغات أخرى]‏ عن دائرة Østfold (Storting constituency) [الإنجليزية]‏ وقد انضم خلال فترته النيابية ‏ (1958 – 1961) للكتلة البرلمانية الحزب الديمقراطي المسيحي.
- انتخب عضو برلمان النرويج  [لغات أخرى]‏ عن دائرة Østfold (Storting constituency) [الإنجليزية]‏ وقد انضم خلال فترته النيابية ‏ (1954 – 1957) للكتلة البرلمانية الحزب الديمقراطي المسيحي.
- انتخب عضو برلمان النرويج  [لغات أخرى]‏ عن دائرة Østfold (Storting constituency) [الإنجليزية]‏ وقد انضم خلال فترته النيابية ‏ (1950 – 1953) للكتلة البرلمانية الحزب الديمقراطي المسيحي.
- انتخب عضو برلمان النرويج  [لغات أخرى]‏ عن دائرة Østfold (Storting constituency) [الإنجليزية]‏ وقد انضم خلال فترته النيابية ‏ (1945 – 1949) للكتلة البرلمانية الحزب الديمقراطي المسيحي.